# Опсада Москве (1606)
Опсада Москве (1606) био је саставни део устанка Болотњикова у Русији.

### Увод
Везивање сељака за земљу у Русији крајем 16. века, велика глад 1601-1603. као и безвлашће и пољска интервенција после смрти Бориса Годунова 1605. довели су до стихијског устанка сељака на југу Русије 1606.Смрт Лажног Димитрија била окидач, и легални изговор, за масовну побуну свих слојева у Русији: како међу поробљеним и гладним сељацима, тако и међу осиромашеном ситном властелом, незадовољном бољарским царем Василијем. Под вођством Ивана Болотњикова, војска састављена од сељака, козака и ситне властеле уништила је царску војску августа 1606. код Кроме, а затим поново у септембру код Калуге. Удруживши се са одредима властеле из Туле и Рјазања, под командом војвода Истоме Пашкова и Прокопија Љапунова, устаници су поново разбили царску војску код Коломне и 7. октобра 1606. опсели Москву.

### Опсада
Москву је опсађивало, вероватно, око 35.000 устаника (неки извори наводе чак 80.000 људи). Цар Василије располагао је приближно истим снагама ослоњеним на јака утврђења Москве. Болотњиков је планирао потпуно окружење и подизање устанка у самом граду, али редови устаника нису били јединствени. Већину су чинили побуњени кметови, али било је и козака, стрелаца и сиромашних племића. Разноликост социјалног састава војске негативно се одразила на њену организацију: у основи скуп самосталних одреда, који су често одбијали да се потчине Болотњикову, бившем кмету који се називао "војводом цара Димитрија". Привучени обећањима цара Василија и уплашени устанком сељака, одреди племића издали су Болотњикова. Најпре је 15. новембра 1606. на цареву страну прешао Љапунов, а затим 2 недеље касније и Пашков. Одлучујаћа борба вођена је 2. децембра: ојачана издајницима, царска војска је разбила опсаду Москве и након тродневне битке, уз помоћ артиљерије, заузела утврђени логор устаника у селу Коломенском.

### Последице
Устаници су се повукли у Калугу и издржали тромесечну опсаду, а затим у пролеће 1607. уз помоћ Запорошких козака заузели Тулу. Окупивши око 30.000 људи, Болотњиков је у мају 1607. поново кренуо на Москву, али је почетком јуна 1607. потучен на реци Восми. Око 10.000 преживелих устаника затворило се у Тулу, која је освојена након 4 месеца опсаде.